# الوليد بن طريف الشاري الشيباني
هو الوليد بن طريف بن الصلت بن طارق بن سيحان بن عمرو ( بن فدوكس ابن عمرو ) بن مالك الشيباني ـ هكذا ذكره أبو سعيد السعماني في كتاب (( الأنساب )) في موضعين أحدهما في ترجمة الأراقم , و الاخرفي ترجمة السيحاني , بكسرالسين المهملة ـ الشاري , أحد الشجعان الطغاة الأبطال ; كان رأس الخوارج وكان مقيما بنصيبين و الحابور و تلك النواحي , وخرج في خلافة هارون الرشيد و بغى , و حشد جموعا كثيرة فأرسل إليه هارون الرشيد جيشا كثيفا مقدمه أبو خالد يزيد بن مزيد بن زائدة الشيباني فجعل يخاتله و يماكره ، وكانت البرامكة منحرفة عن يزيد فأغرو به الرشيد و قالوا : إنه يراعيه لأجل الرحم ، و إلا فشوكة الوليد يسيرة ، وهو يواعده و ينتظر ما يكون من أمره ، فوجه إليه الرشيد كتاب مغضب و قال : لو وجهت أحد الخدم لقام بأكثر مم تقوم به ولكنك مداهن متعصب و أمير المؤمنين يقسم بالله لئن أخرت مناجزة الوليد ليبعثن إليك من يحمل رأسك إلى أمير المؤمنين ، فلقي الوليد فظهر عليه فقتله ، وذلك في سنة 179 هــ عشية أول خميس في شهر رمضان ، و هي واقعة مشهورة تضمنتها التواريخ